# Бон д'Алије
Бон д’Алије (фр. Beaune-d'Allier) насеље је и општина у централној Француској у региону Оверња, у департману Алије која припада префектури Монлисон.
По подацима из 2011. године у општини је живело 290 становника, а густина насељености је износила 11,98 становника/km². Општина се простире на површини од 24,2 km². Налази се на средњој надморској висини од 487 метара (максималној 586 m, а минималној 360 m).

## Демографија
| 1962. | 1968. | 1975. | 1982. | 1990. | 1999. | 2011. |
| ----- | ----- | ----- | ----- | ----- | ----- | ----- |
| 434   | 462   | 405   | 327   | 280   | 270   | 290   |

График промене броја становника у току последњих година